# أوبير هاهنه
أوبير هاهنه (بالألمانية: Hubert Hahne)‏ مواليد 1935، هو سائق فورملا 1 ألماني سابق. كان أول سباق له هو جائزة ألمانيا الكبرى 1966.

## سباقات شارك فيها
- جائزة ألمانيا الكبرى